# Jacob Georg Agardh
Jacob Georg Agardh, o Jakob Georg Agardh (Lund, 8 febbraio 1813 – Lund, 17 gennaio 1901), è stato un botanico e politico svedese; figlio di Carl Adolph Agardh, uno dei padri dell'algologia, ne seguì le orme studiando anch'egli le alghe.

## Biografia
La biografia di Jacob Agardh ha molti punti di contatto con quella del padre Carl Adolph. Anche Jacob Agardh divenne infatti, come il padre, professore di botanica e di economia all'Università di Lund nel 1854, e come botanico si interessò anch'egli di alghe, soprattutto di alghe marine; dedicherà alle alghe il principale dei suoi lavori, "Species, genera et ordines algarum" in 3 volumi pubblicato tra 1848 e il 1901. Jacob fu l'autore anche di "Synopsis Generis Lupini", e il suo nome è ricordato nella specie Lupinus agardianus, attualmente parte del Lupinus concinnus. 
Nel 1849 fu eletto membro della Accademia reale svedese delle scienze e divenne membro onorario straniero della American Academy of Arts and Sciences nel 1878. Fu riportato che la naturalista Mary Philadelphia Merrifield imparò lo svedese per poter tenere una corrispondenza con lui.
Vinse la Medaglia Linneana nel 1897.
Rimase a Lund fino a 1879. In seguito, come avvenuto per il padre, fu eletto al Riksdag degli Stati, il parlamento svedese, dove rimase dal 1867 al 1872.

## Pubblicazioni

### Opere
- Jacob Georg Agardh, "Synopsis Generis Lupini"
- Jacob Georg Agardh, "Desiderata concerning Horto academico Hauniensi ". Copenaghen, 1842.
- Jacob Georg Agardh, "Species genera et ordines algarum, seu descriptiones succintae specierum generum et ordinum, quibus algarum regnum constituitur". C.W.K. Gleerup 3 voll. Lundae, 1848-1880.
- Jacob Georg Agardh, "Theoria systematis plantarum ; accedit familiarum phanerogamarum in series naturales dispositio, secundum structurae normas et evolutionis gradus instituta". Apus C.W.GK. Gleerup. Lundae, 1858.
- Jacob Georg Agardh, "Synopsis algarum Scandinaviee edjecta dispositione universali algarum ". Berlingiana. Lundae, 1817.

### Studi
- Eriksson, Gunnar (1970). "Agardh, Jacob Georg". Dictionary of Scientific Biography. 1. New York: Charles Scribner's Sons. pp. 70-71. ISBN 0-684-10114-9.

## Abbreviazione standard
| J.Agardh è l'abbreviazione standard utilizzata per le piante descritte da Jacob Georg Agardh. Consulta l'elenco delle piante assegnate a questo autore dall'IPNI. |